# Arthur M. Schlesinger Sr.
Arthur Meier Schlesinger Sr. (Xenia, 27 de febrero de 1888-Boston, 30 de octubre de 1965) fue un historiador estadounidense, profesor en la Universidad de Harvard, pionero en la historia social e historia urbana. 
Este intelectual de la era progresista puso énfasis en las causas materiales (como el beneficio económico y el conflicto entre empresarios y campesinos) al tiempo que relativizó la ideología y los valores como motivaciones para los actores de la historia. Fue sumamente influyente como director de disertaciones de doctorado en Harvard durante tres décadas, en particular en los campos de la historia social, historia de la inmigración e historia de las mujeres. Su hijo, Arthur M. Schlesinger Jr. (1917–2007), también fue profesor en Harvard y un destacado historiador.
Schlesinger murió en el Hospital Peter Bent Brigham en Boston, Massachusetts.

## Obras
- 1918 The Colonial Merchants and the American Revolution, 1763–1776 online
- 1922 New Viewpoints in American History, historiographical essays online edition
- 1925 Political and Social Growth of the American People, 1865–1940, with Homer C. Hockett; college textbook in numerous editions reviews
- 1926 Political and Social History of the United States, 1829–1925; The Macmillan Company, New York
- 1930 "A Critical Period in American Religion, 1875–1900," Proceedings of the Massachusetts Historical Society 64 (1930–32) pp: 523–47.
- 1933 The Rise of the City, 1878–1898 reviews
- 1940. "The City in American History:   Mississippi Valley Historical Review, Vol. 27, No. 1 (Jun., 1940), pp. 43–66 in JSTOR, highly influential article
- 1941 "Patriotism Names the Baby," New England Quarterly, Vol. 14, No. 4 (Dec., 1941), pp. 611–618 in JSTOR
- 1944 "Biography of a Nation of Joiners," American Historical Review, Vol. 50, No. 1 (Oct., 1944), pp. 1–25 in JSTOR
- 1946 Learning How to Behave: A Historical Study of American Etiquette Books
- 1949 Paths to the Present reviews
- 1958 Prelude to Independence: The Newspaper War on Britain, 1764–1776
- 1950 The American As Reformer.
- 1954 "A Note on Songs as Patriot Propaganda 1765–1776," William and Mary Quarterly  Vol. 11, No. 1 (Jan., 1954), pp. 78–88 in JSTOR
- 1955 "Political Mobs and the American Revolution, 1765–1776," Proceedings of the American Philosophical Society' Vol. 99, No. 4 (Aug. 30, 1955), pp. 244–250 in JSTOR
- 1963 In Retrospect: The History of a Historian, autobiography
- 1968 Birth of the Nation: A Portrait of the American People on the Eve of Independence